# オリガ・T・ヨコヤマ
- オリガ・ヨコヤマ
- オルガ・ヨコヤマ
- 横山 オリガ
- 横山 オルガ
- 横山 恒子 オリガ
- 横山 恒子 オルガ
- オリガ 横山
- オルガ 横山
- 横山 恒子

オリガ・T・ヨコヤマ（ラテン文字:Olga Tsuneko Yokoyama、ロシア語: Ольга Борисовна Йокояма）は、アメリカ合衆国の言語学者。専門は応用言語学、スラヴ語学。ハーバード大学教授を経て、カリフォルニア大学ロサンジェルス校特別栄誉教授。

## 来歴・人物
1970年東京医科歯科大学（のちの東京科学大学）大学院歯学研究科修了、歯学博士。イリノイ大学留学を経て、ロマーン・ヤーコブソンや久野暲に学び、1979年にハーバード大学でスラヴ語スラヴ文学の博士号を取得。ハーバード大学助教授、同教授を経て、1995年カリフォルニア大学ロサンジェルス校教授。2012年カリフォルニア大学ロサンジェルス校応用言語学特別栄誉教授（ディスティングイッシュトプロフェッサー）。2013年ロシア教育・科学省名誉博士号。専門は言語学、応用言語学、スラブ語学。